# Carlos Enrique Moreno
Carlos Enrique Moreno (Guadalajara, Jalisco; 10 de diciembre de 2000) es un futbolista mexicano, juega como portero y su equipo actual es el Atlético La Paz de la Liga de Expansión MX.

## Inicios
Saldría de la cantera del Atlas en el 2013
Para el 2017 este llegaría a los Leones Negros aunque solo seria a la filial del equipo melenudo en la Liga TDP.

### Mazorqueros Fútbol Club
Para el 2021 al equipo jalisciense en donde alternaría la titularidad en el arco en varios partidos, tanto de fase regular como de liguilla.

### Club Atlético La Paz
A mediados de 2022, se anunció que los dueños de Mazorqueros FC compraron la franquicia del Tampico Madero para llevarla a La Paz. El Topo, junto a una gran mayoría de sus compañeros campeones con Mazorqueros, pasaron al Club Atlético La Paz en Liga de Expansión. 
En el primer partido oficial de la historia del club paceño, el 30 de junio de 2022, Moreno fue titular en la derrota de su equipo por 3-0 ante Atlante.